# Zeche Rosina
Die Zeche Rosina ist ein ehemaliges Steinkohlenbergwerk in Dortmund-Löttringhausen-Kirchhörde. Das Bergwerk war auch unter dem Namen Zeche Rosina & Rosina II bekannt.

## Bergwerksgeschichte
Am 23. November des Jahres 1874 wurde das Geviertfeld Rosina verliehen. Im Jahr 1875 war das Bergwerk zeitweise in Betrieb, mit vier Bergleuten wurden 43 Tonnen Steinkohle gefördert. Im Mai des Jahres 1876 wurde von der Bergbehörde die Stilllegung des Bergwerks verfügt. Am 31. Dezember des Jahres 1879 wurde das Geviertfeld Rosina II verliehen. Im Jahr 1893 wurde das Bergwerk erneut in Betrieb genommen. In diesem Jahr wurden von sechs Bergleuten 93 Tonnen Steinkohle gefördert. Im Jahr 1894 wurde ein tonnlägiger Schacht geteuft. In diesem Jahr wurde die maximale Förderung des Bergwerks erbracht. Mit elf Bergleuten wurden 224 Tonnen Steinkohle gefördert. Am 12. September des Jahres 1896 wurde das Bergwerk von der Zeche Gottessegen übernommen.